# Parjalangan
Parjalangan is een bestuurslaag in het regentschap Simalungun van de provincie Noord-Sumatra, Indonesië. Parjalangan telt 579 inwoners (volkstelling 2010).